# Garde frontière fédérale
La garde frontière fédérale (allemand : Bundesgrenzschutz / BGS) était la première police de l'Allemagne de l'Ouest après la Seconde Guerre mondiale. Créé le 16 mars 1951 en tant qu'agence affiliée au Ministère fédéral de l'Intérieur, la BGS est renommée en Bundespolizei (police fédérale) en 2005, pour montrer sa transition vers une agence policière avec un contrôle sur le rail, les frontières et les voies aériennes. Ce changement a suscité controverse, puisque la constitution allemande confie le contrôle du maintien de l'ordre aux Länders allemands et non à un pouvoir fédéral. Sa constitution a finalement eu lieu mais avec une fonction limitée. Aujourd'hui, la Bundespolizei est une force policière à part entière.

## Histoire

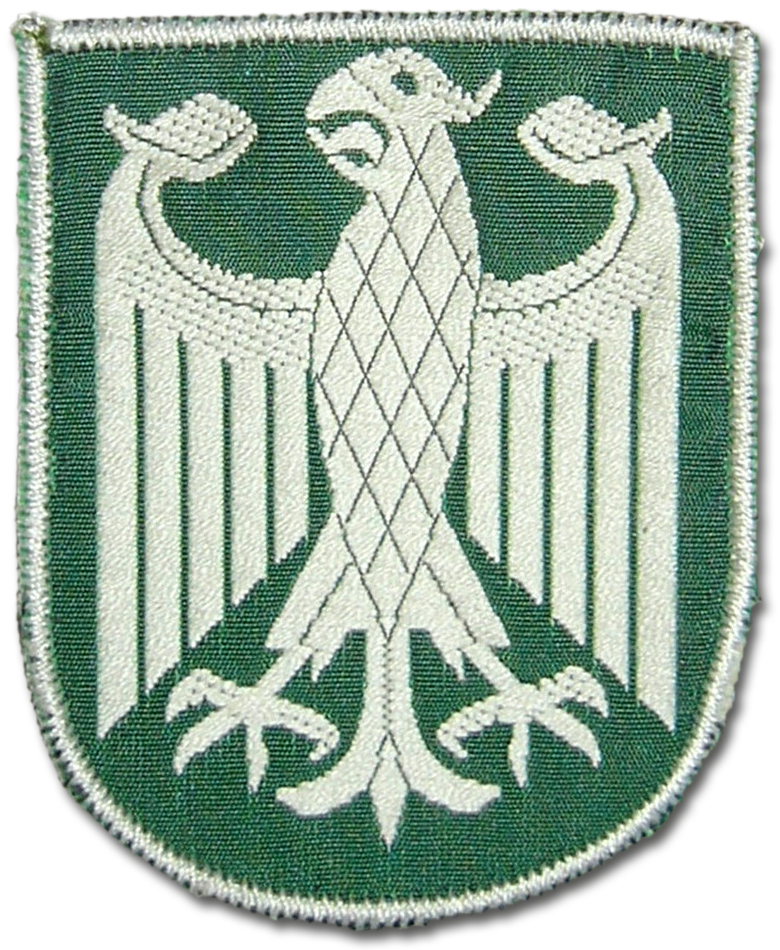
Badge de la BGS porté de 1952 à 1976.

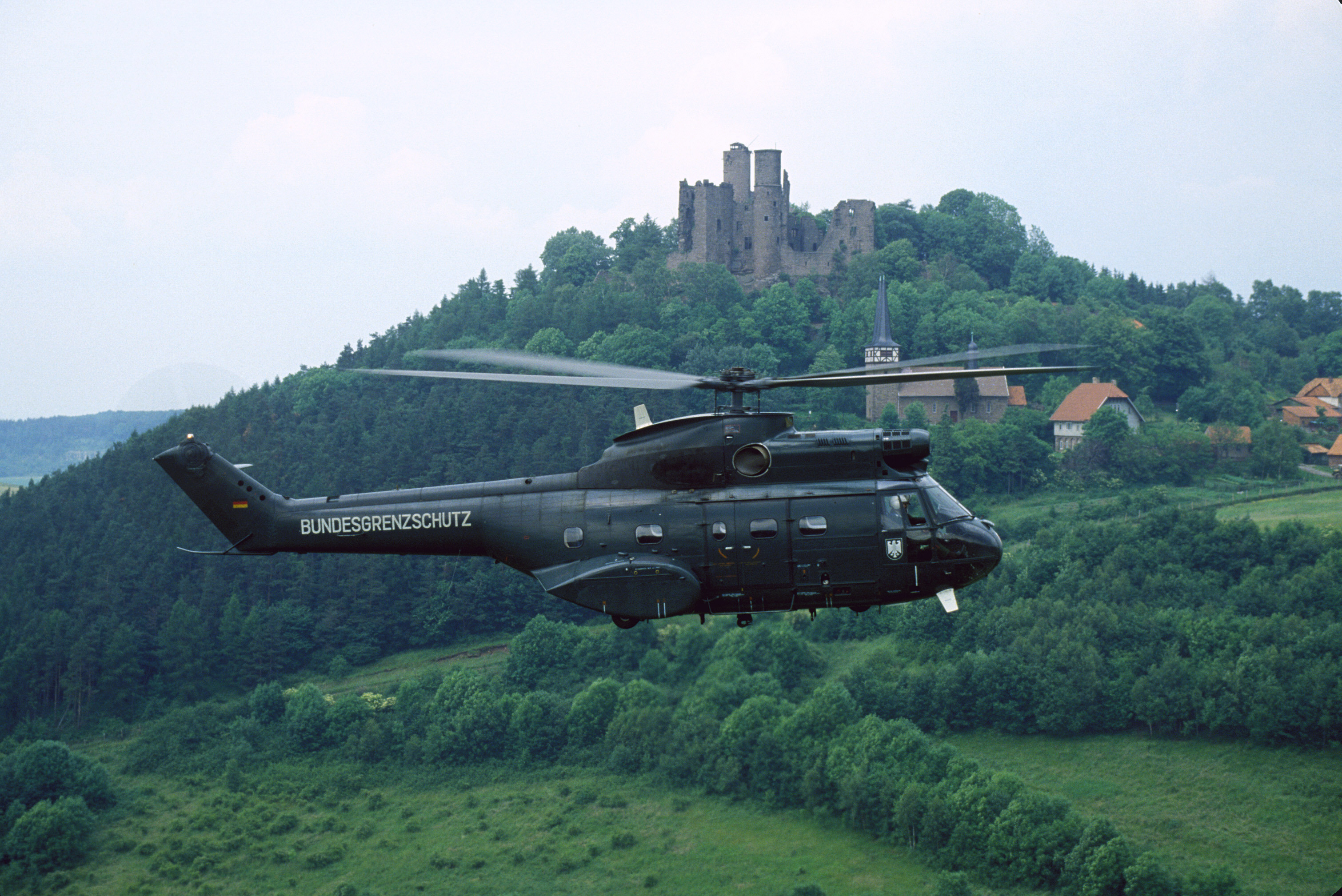
Hélicoptère Sud-Aviation SA330 Puma de la BGS en 1985.

## Galerie

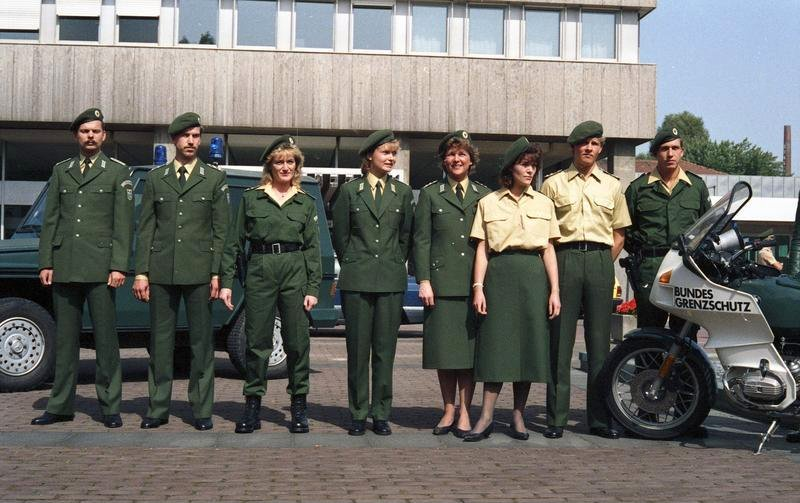
Uniformes de la BGS en 1987.
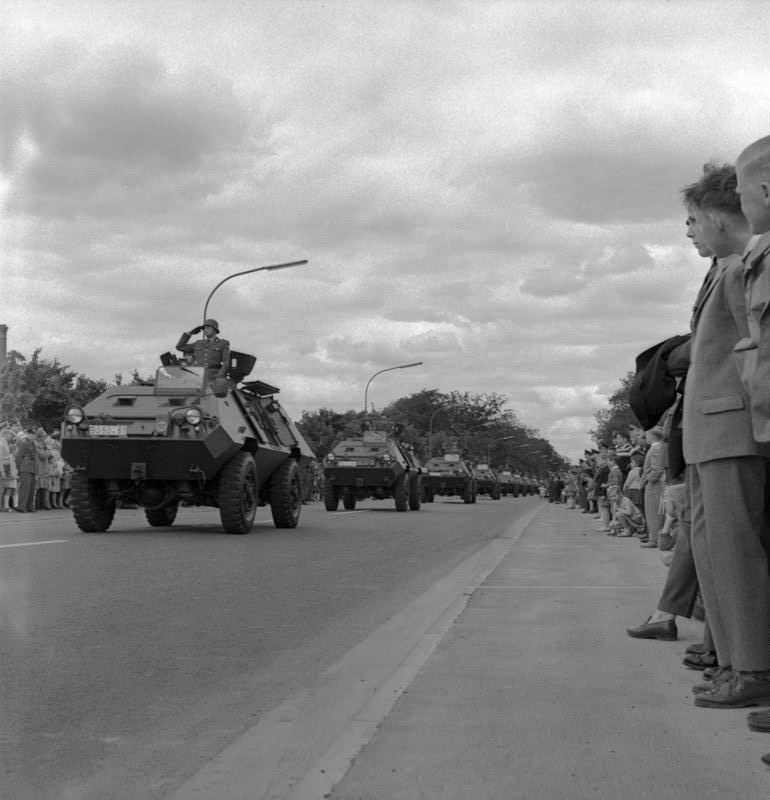
Parade de la BGS (les véhicules montrés sont des Mowag MR 8 (en)).
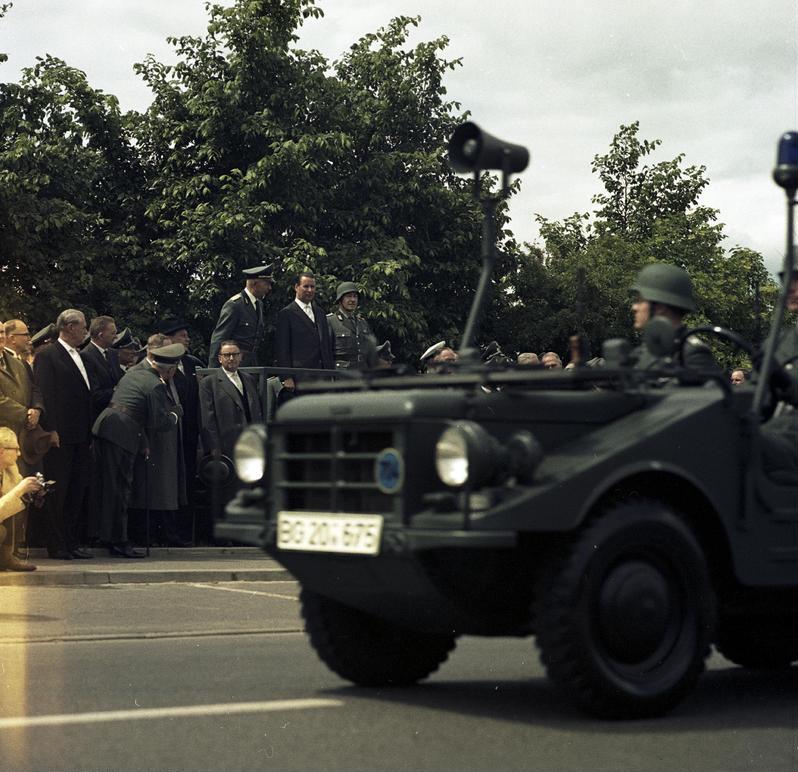
DKW Munga de la BGS lors de la même parade.
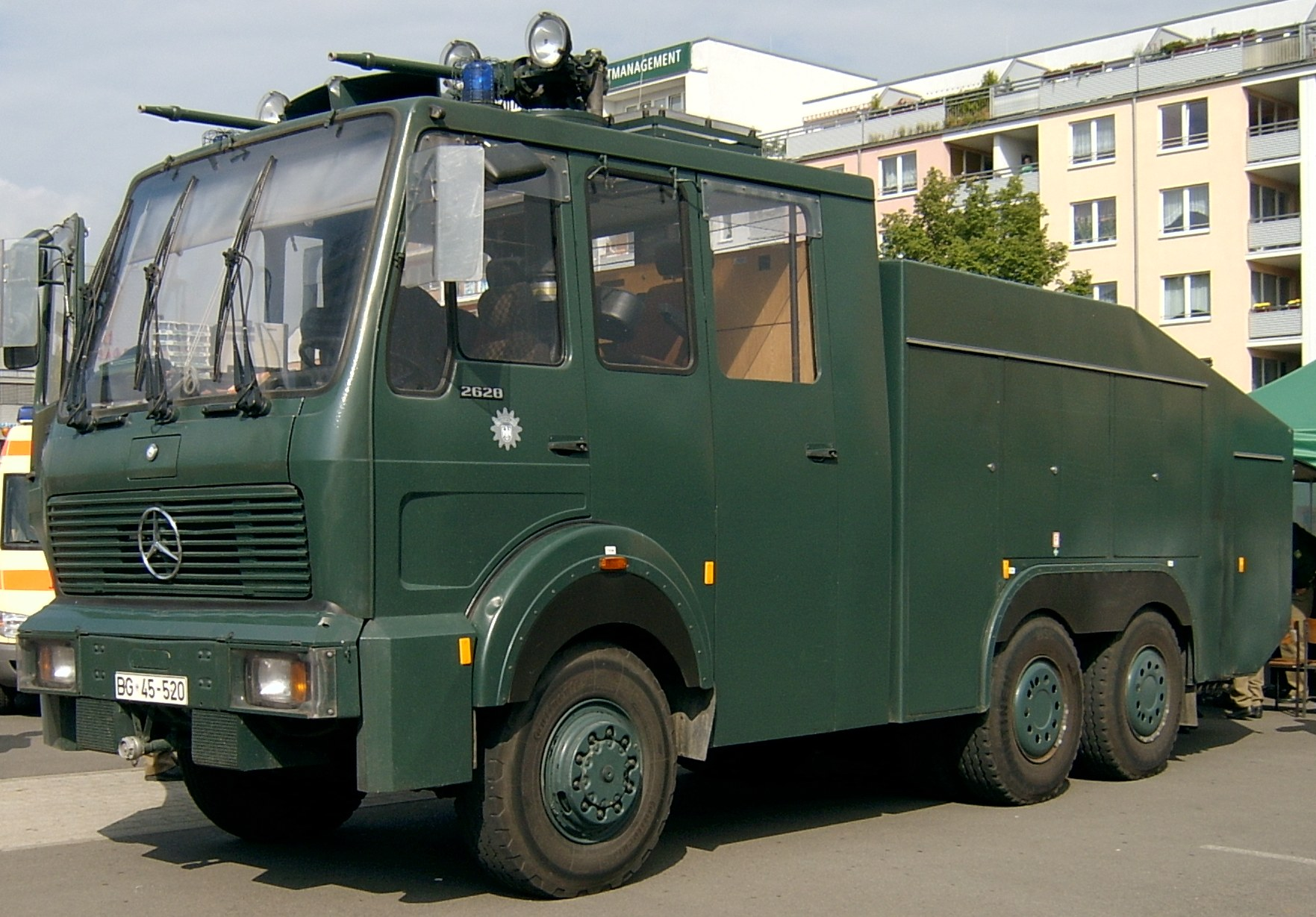
Camion Mercedes-Benz NG équipé d'un canon à eau.
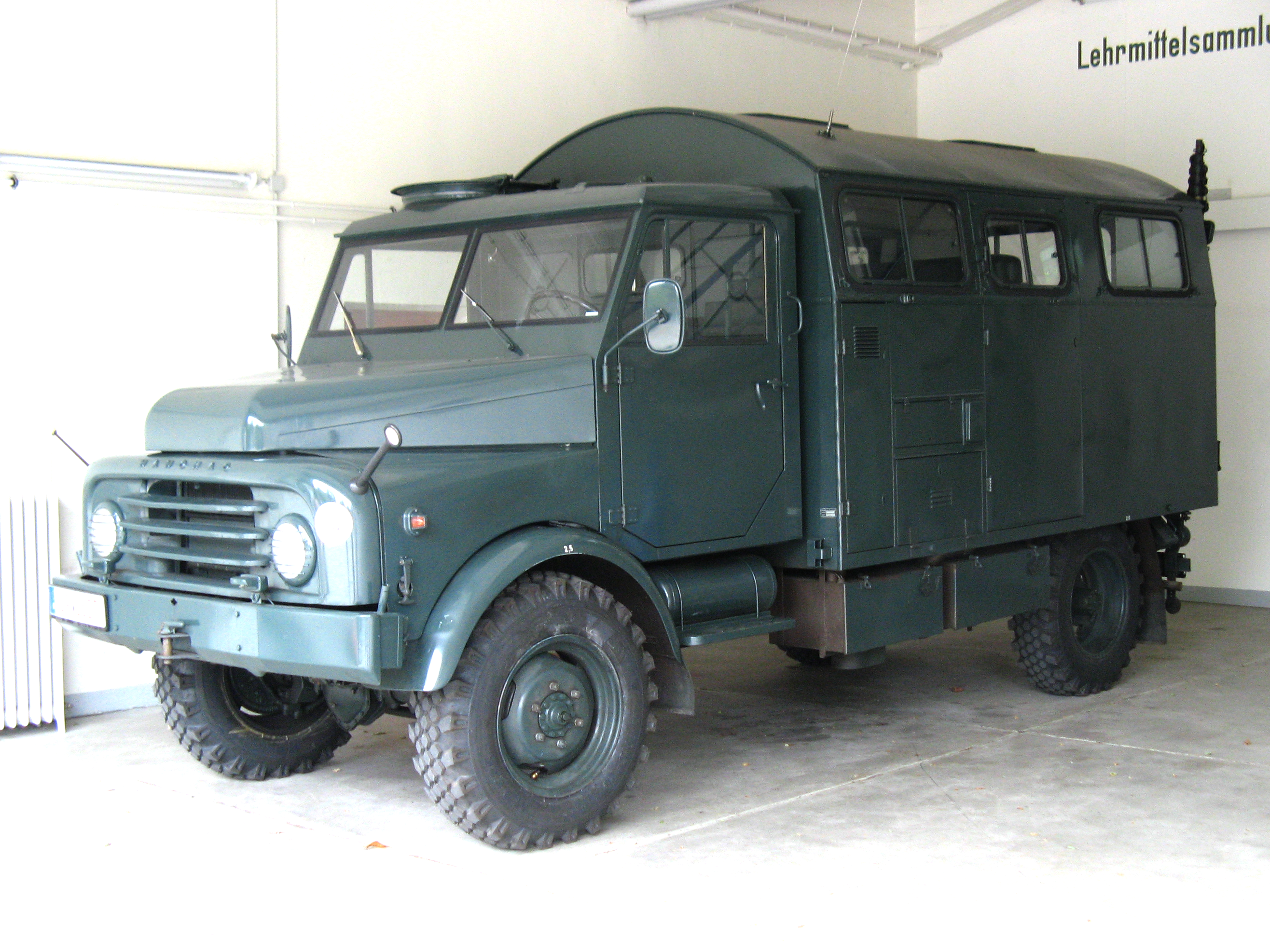
Camion radio Hanomag L 28 (en).
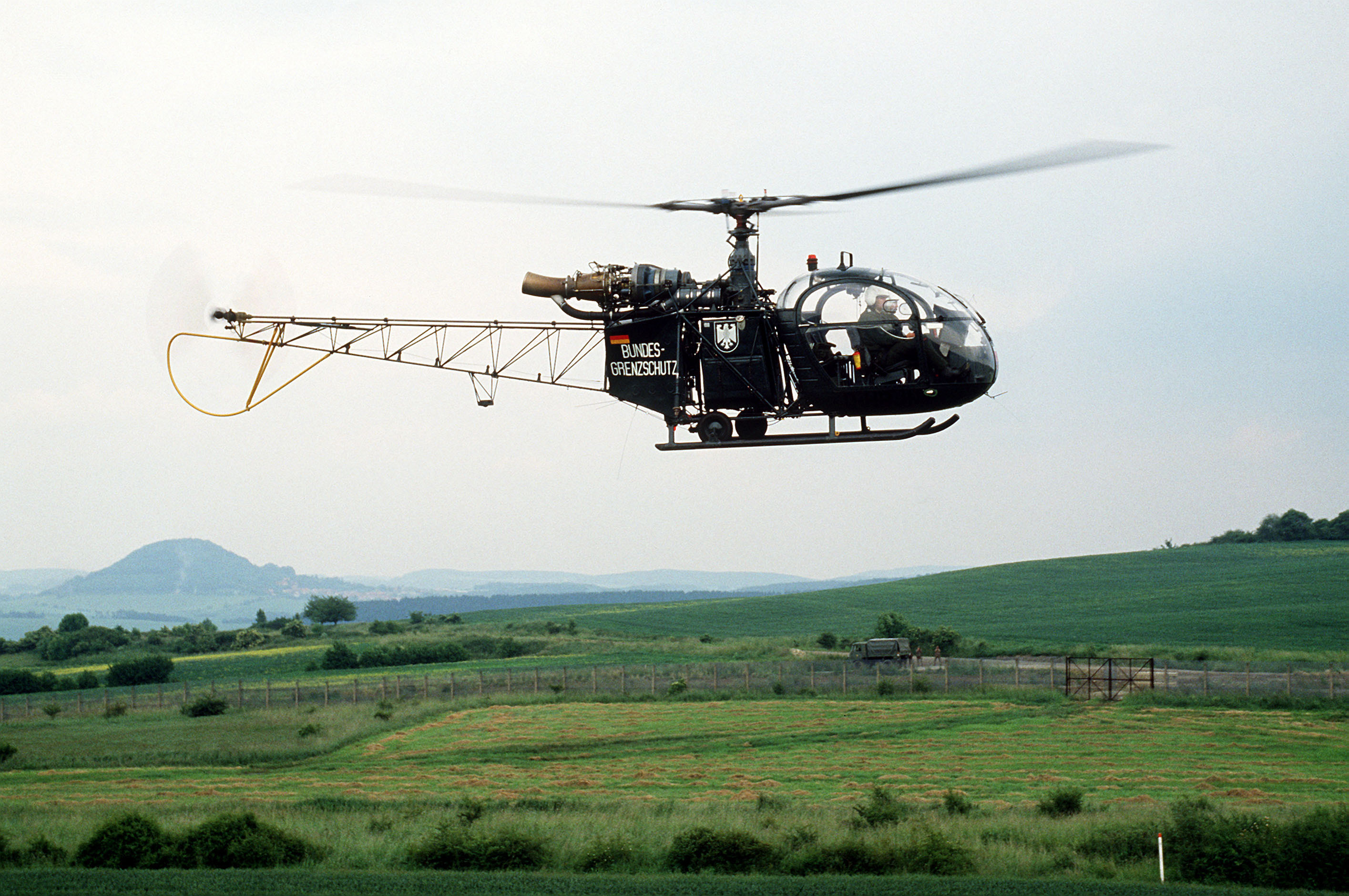
Hélicoptère Alouette II de la BGS en patrouille sur la frontière interallemande (côté ouest-allemand) en 1985.
Soldats américains de la 11th Armored Cavalry Regiment (en) s'arrêtant pour discuter avec des gardes de la BGS en M151.
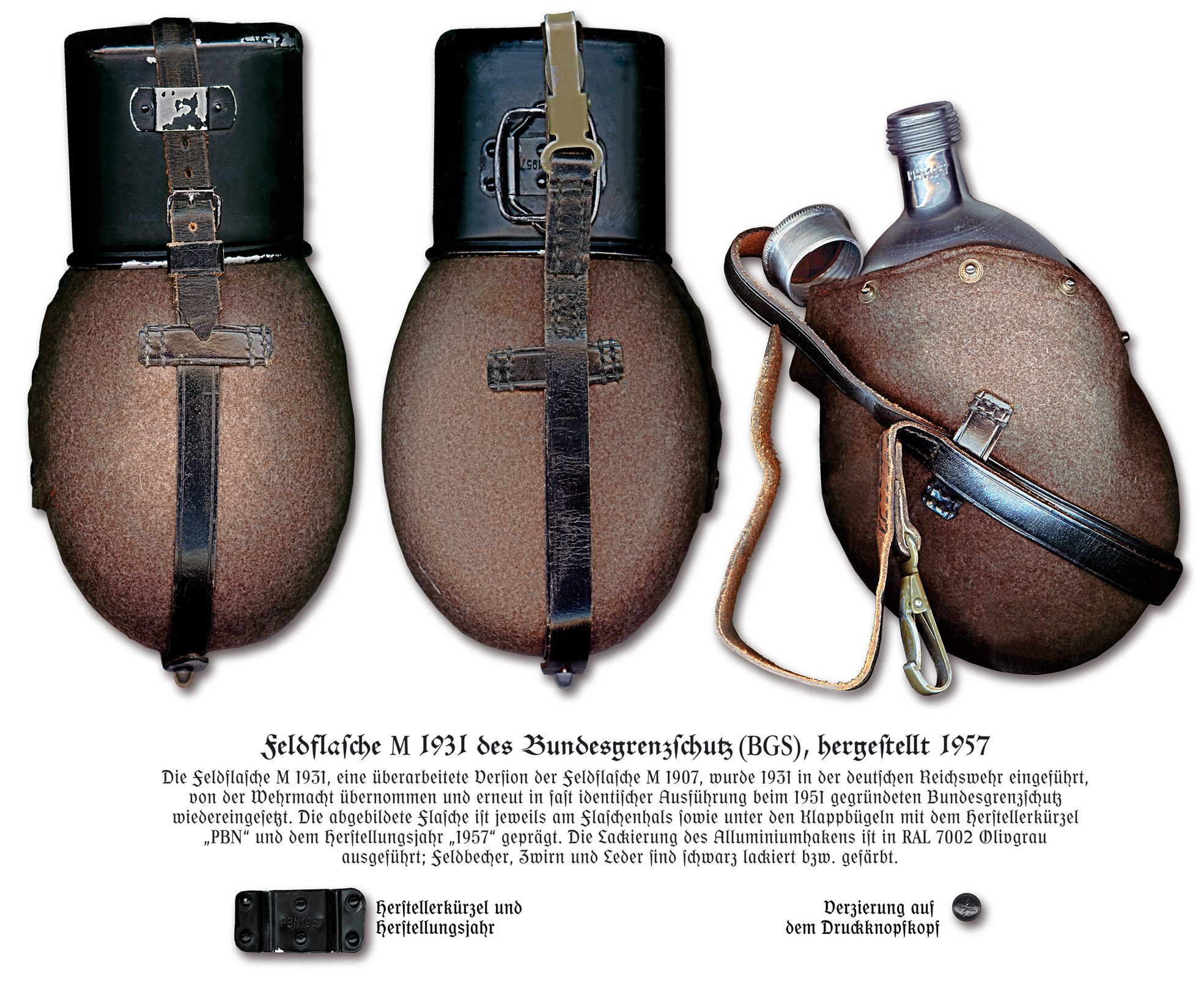
Gourde de la BGS fabriquée en 1957.
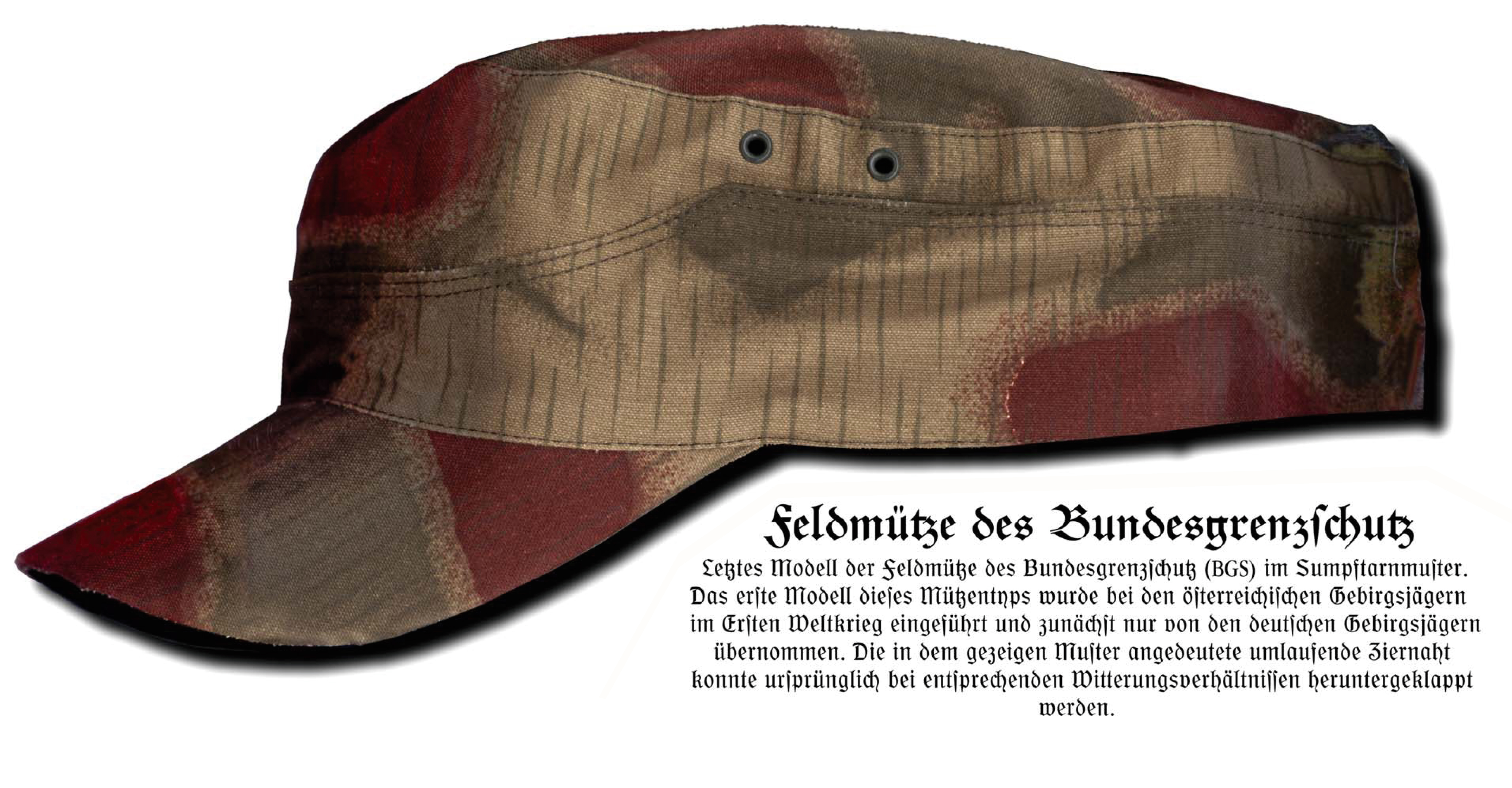
Casquette utilisée par la BGS jusqu'en 1976.
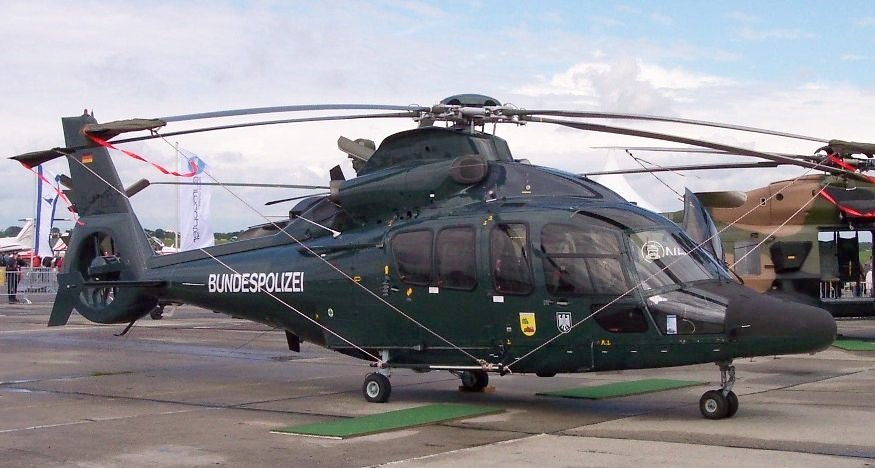
Ancien Eurocopter EC 155 de la BGS avec nouveau marquage de la Bundespolizei.

## Personnel notable
- Anton Grasser
- Kurt Andersen
- Michael Newrzella (en)
- Ulrich Wegener

### Liens en allemand
- Site de la Bundespolizei
- Site de vidéos d'archives de la Bundesgrenzschutz
- Histoire de la Bundespolizei
- Quelques images d'objets reliés à la Bundesgrenzschutz
- Images reliées à la Bundesgrenzschutz
- Site répertoriant les chars d'assaut de la Bundesgrenzschutz

### Liens en anglais
- Site sur l'histoire du BPOL
- Brochure sur la Bundespolizei (également en Allemand)